# Станислав Толпа
Станислав Толпа (пољ. Stanisław Tołpa; Вроцлав, 3. новембар 1901 — Вроцлав, 11. октобар 1996) је био професор ботанике на Пољопривредној академији у Вроцлаву.
Рођен је у сиромашној сељачкој породици.
Завршио је теологију, али је потом почео да студира на природно-математичком Универзитету Јана Казимира у Лвову који је завршио докторатом.
Године 1939. је учествовао у Бици код Бзуре.
После рата већ 1945. се нашао у Вроцлаву.
Целу своју научну каријеру посветио је тресету. Под његовим вођством испитане су мочваре и тресетишта у разним деловима Пољске. Извршио је класификацију европских тресета. Временом су се интересовања са историје и морфологије тресета померала у правцу на биолошке и хемијске особине њихових састојака.
Један је од твораца Вроцлавског одељења Пољске Академије Наука.
Преминуо је у деведесет петој години живота.